# Masson Island
Masson Island ist eine vereiste, 28 km  (nach australischen Angaben 33 km) lange und bis zu 465 m hohe Insel vor der Küste des ostantarktischen Königin-Marie-Lands. Sie liegt 14 km nordwestlich von Henderson Island inmitten des Shackleton-Schelfeises.
Teilnehmer der Australasiatischen Antarktisexpedition (1911–1914) unter der Leitung des australischen Polarforschers Douglas Mawson entdeckten sie im Februar 1912. Mawson benannte sie nach dem australischen Chemiker David Orme Masson (1858–1937) von der University of Melbourne, Mitglied des Beratungsgremiums der Forschungsreise.